# West Baton Rouge Parish
Das West Baton Rouge Parish (französisch Paroisse de Bâton Rouge Ouest) ist ein Parish im Bundesstaat Louisiana der Vereinigten Staaten. Im Jahr 2020 hatte das Parish 27.199 Einwohner und eine Bevölkerungsdichte von 55 Einwohnern pro Quadratkilometer. Der Verwaltungssitz (Parish Seat) ist Port Allen.
Das West Baton Rouge Parish ist Bestandteil der Metropolregion um die Stadt Baton Rouge.

## Geographie
Das Parish liegt südöstlich des geografischen Zentrums von Louisiana, ist im Norden etwa 50 km von Mississippi entfernt und hat eine Fläche von 527 Quadratkilometern, wovon 32 Quadratkilometer Wasserfläche sind. Es grenzt an folgende Parishes:
| Pointe Coupee Parish | West Feliciana Parish | East Feliciana Parish   |
|                      |                       | East Baton Rouge Parish |
| Iberville Parish     |                       |                         |

## Geschichte
Das Parish wurde 1807 als eines der 19 Original-Parishes unter dem Namen Baton Rouge Parish  gebildet. Sie erhielt ihrigen jetzigen Namen 1812 nach der Teilung in Ost und West.
13 Bauwerke und Stätten des Parish sind im National Register of Historic Places eingetragen (Stand 10. November 2017).

## Demografische Daten

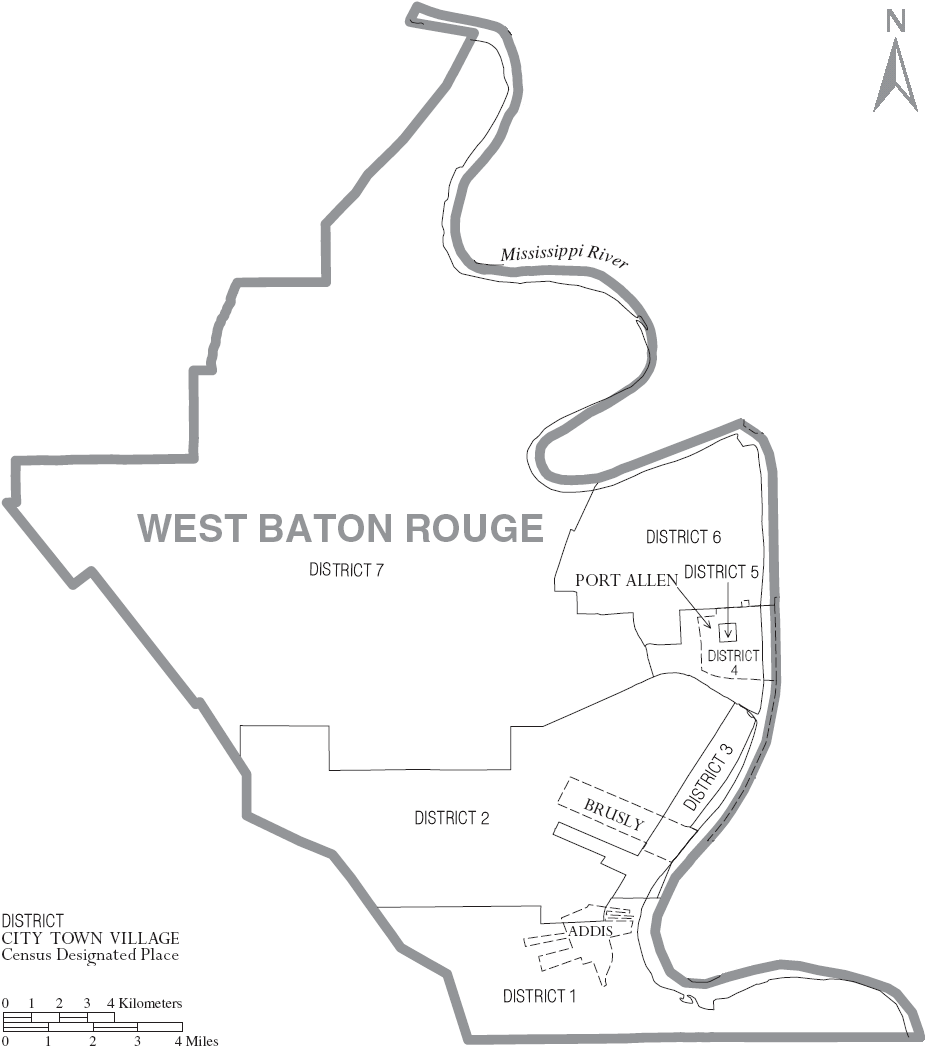
Karte des West Baton Rouge Parishes

Nach der Volkszählung im Jahr 2000 lebten im West Baton Rouge Parish 21.601 Menschen in 7.663 Haushalten und 5.739 Familien. Die Bevölkerungsdichte betrug 44 Einwohner pro Quadratkilometer. Ethnisch betrachtet setzte sich die Bevölkerung zusammen aus 62,78 Prozent Weißen, 35,49 Prozent Afroamerikanern, 0,20 Prozent amerikanischen Ureinwohnern, 0,19 Prozent Asiaten, 0,02 Prozent Bewohnern aus dem pazifischen Inselraum und 0,53 Prozent aus anderen ethnischen Gruppen; 0,79 Prozent stammten von zwei oder mehr Ethnien ab. 1,45 Prozent der Bevölkerung waren spanischer oder lateinamerikanischer Abstammung, die verschiedenen der genannten Gruppen angehörten.
Von den 7.663 Haushalten hatten 37,6 Prozent Kinder und Jugendliche unter 18 Jahre, die bei ihnen lebten. 51,5 Prozent waren verheiratete, zusammenlebende Paare, 18,2 Prozent waren allein erziehende Mütter, 25,1 Prozent waren keine Familien, 21,5 Prozent waren Singlehaushalte und in 7,1 Prozent lebten Menschen im Alter von 65 Jahren oder darüber. Die Durchschnittshaushaltsgröße betrug 2,74 und die durchschnittliche Familiengröße lag bei 3,20 Personen.
Auf das gesamte Parish bezogen setzte sich die Bevölkerung zusammen aus 28,1 Prozent Einwohnern unter 18 Jahren, 9,9 Prozent zwischen 18 und 24 Jahren, 30,6 Prozent zwischen 25 und 44 Jahren, 21,7 Prozent zwischen 45 und 64 Jahren und 9,7 Prozent waren 65 Jahre alt oder darüber. Das Durchschnittsalter betrug 34 Jahre. Auf 100 weibliche kamen statistisch 96,6 männliche Personen. Auf 100 Frauen im Alter von 18 Jahren oder darüber kamen 93,4 Männer.
Das jährliche Durchschnittseinkommen eines Haushalts betrug 37.117 USD, das Durchschnittseinkommen der Familien betrug 43.204 USD. Männer hatten ein Durchschnittseinkommen von 35.618 USD, Frauen 22.960 USD. Das Prokopfeinkommen betrug 15.773 USD. 13,2 Prozent der Familien 17,0 Prozent der Bevölkerung lebten unterhalb der Armutsgrenze. Davon waren 22,2 Prozent Kinder oder Jugendliche unter 18 Jahre und 13,1 Prozent waren Menschen über 65 Jahre.

## Orte im Parish
- Addis
- Alfords
- Allendale
- Anchorage
- Antonio
- Arbroth
- Beaulieu
- Belmont
- Brusly
- Brusly Landing
- Bueche (Louisiana)
- Carey
- Chamberlin
- Chenango
- Choctaw
- Cinclare
- Devalls
- Eliza
- Erwinville
- Ithra
- Kahns
- Lejeune
- Lobdell
- Lukeville
- Lynch
- Merlin
- Poplar Grove Plantation
- Port Allen
- Smithfield
- Sunrise
- Walls
- Westover
- Yattan